# David Conrad
David Conrad (* 17. August 1967 in Pittsburgh, Pennsylvania) ist ein US-amerikanischer Schauspieler. Er wurde bekannt durch die Serie Ghost Whisperer.

## Leben
Er besuchte ein Internat in der Nähe seiner Heimatstadt Pittsburgh, machte seinen Abschluss 1995 an der berühmten Juilliard School in New York City und ist außerdem Absolvent der renommierten Brown University in Providence.
Zu Beginn seiner Karriere als Schauspieler war er vor allem auf Theaterbühnen zu sehen. Für geraume Zeit war ihm das so wichtig, dass er interessante Filmangebote ausschlug. Nachdem er sich entschieden hatte, auch im Fernsehen aufzutreten, verlief seine Karriere zunächst nur schleppend, und er spielte kaum nennenswerte Gast- und Komparsenrollen.
Conrad interessierte sich sehr für die Rolle eines Bösewichtes in Buffy – Im Bann der Dämonen, wurde von den Produzenten allerdings immer wieder abgewiesen. 2000 erhielt er unter anderem ein Angebot für das Filmdrama Men of Honor, durch das er international bekannter wurde. In der Serie Roswell spielte er danach eine kurze Gastrolle. Von 2005 bis 2010 übernahm er die Hauptrolle des Jim Clancy in der US-amerikanischen Fantasy-Mystery-Fernsehserie Ghost Whisperer – Stimmen aus dem Jenseits an der Seite von Jennifer Love Hewitt als seine Ehefrau und Geisterseherin Melinda Gordon.

## Filmografie (Auswahl)
- 1994: Under Heat
- 1996: Beziehungsweise (Relativity)
- 1997: Darkness
- 1997: Schneewittchen (Snow White: A Tale of Terror)
- 1998: Für das Leben eines Freundes (Return to Paradise)
- 1999: Wenn nicht ein Wunder geschieht (A Season for Miracles)
- 1999: The Weekend
- 2000: Men of Honor
- 2000: Roswell (Fernsehserie, 5 Episoden)
- 2003: Boston Public
- 2003: Anything Else
- 2003: L.A. Confidential
- 2003: Kate Fox & die Liebe (Miss Match)
- 2004: Beck and Call
- 2005: Dr. House (House, Fernsehserie, 1 Episode)
- 2005: Die Hochzeits-Crasher (Wedding-Crashers)
- 2005: Dumpster
- 2005–2010: Ghost Whisperer – Stimmen aus dem Jenseits (Ghost Whisperer, Fernsehserie, 107 Episoden)
- 2006: The Time Tunnel
- 2008: Crazy
- 2010: CSI: Miami (Fernsehserie, 1 Episode)
- 2011: Good Wife (The Good Wife, Fernsehserie, 1 Episode)
- 2012: Beautiful People (Fernsehfilm)
- 2012: The Firm (Fernsehserie, 2 Episoden)
- 2013–2014, 2018: Marvel’s Agents of S.H.I.E.L.D. (Fernsehserie, 8 Episoden)
- 2015: Castle (Fernsehserie, 1 Episode)
- 2016: Masters of Sex (Fernsehserie, 1 Episode)